# Principat de Balrampur

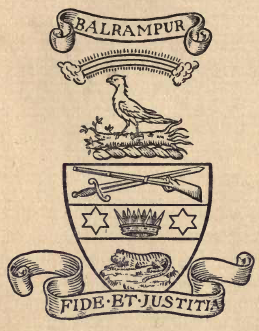
Escut

El Principat de Balrampur fou un estat tributari protegit de l'Índia, el talukdari més gran d'Oudh, en els districtes de Gonda, Bahraich, Partabgarh, i Lucknow. la superfície era de 3.284 km² i pagava un tribut per la terra de 6,8 lakhs; l'estat fou engrandit per compres constants al segle XIX i al segle XX ja mesurava 3.945 km² distribuïts en 316 pobles amb una població de mig milió d'habitants. Era el segon talukdar d'Oudh en orde d'importància després de Kapurthala.
Els rages locals descendien de Bariar Sah, un rajput janwar enviat per Firuz Shah Tughluk el 1374 per combatre els bandits a l'est del que modernament fou el districte de Bahraich. Es va establir a Ikauna i va adquirir un gran domini. El 1566 Madho Sing es va crear un estat separat entre el Rapti i Kuwana, mentre el seu germà conservava el domini ancestral a Ikauna. Vers 1600 Kunwar Balram Das, fill de Raja Madho Singh va donar el seu nom al poble que va fundar on va establir la seva residència. L'estat va créixer ràpidament i quan Saadat Khan fou nomenat nawab d'Oudh el raja de Balrampur se li va oposar. El 1777 va pujar al tron Nawal Singh i fou un destacat guerrer que va lluitar contínuament contra Oudh i encara que fou derrotat diverses vegades mai no fou sotmès i va poder conservar el seu territori pagant una quantitat reduïda.
Digvijay Singh que va pujar al tron amb 18 anys, va estar en guerra amb els seus veïns de Utraula i Tulsipur i contra els oficials del nawab. Fou lleial als britànics durant el motí del 1857 (vegeu Baksar) i va perdre els seus territoris per decisió del govern rebel que els va repartir entre els caps antibritànics (decisió que mai es va poder imposar, ja que l'exèrcit enviat per fer-la complir fou retirat abans d'arribar), però amb la victòria britànica, a la que el raja va donar suport amb els seus homes, va recuperar formalment el domini que mai havia perdut (a perpetuïtat i amb una rebaixa del 10% de l'import que abans pagava), i va rebre terres als districtes de Gonda i Bahraich i el títol de cavaller de l'imperi i el de maharaja bahadur amb salutació (personal) de 9 canonades. A la seva mort el 27 de maig de 1882 la vídua Indra Kunwar va governar l'estat 4 anys i va adoptar a Kunwar Bhagwati Prasad Singh. Va estar sota administració britànica del 1886 al 1900 quan l'adoptat fou declarat major d'edat; també fou maharaja i cavaller de l'imperi, i va morir el 25 de maig de 1921 i el va succeir el fill Pateshwari Prasada Singh nascut el 2 de gener de 1914 i sota regència fins al 1936. El 1956 va renunciar als drets. A la seva mort el 1964 el títol va seguir per línia adoptiva en Dharmendra Prasad Singh.

## Llista de rages
- Nawal Singh 1777-?
- Jai Narain Singh?-1836 (fill)
- Digvijay Singh 1836-1882 (germà, +27 de maig de 1882)
- Maharani Indra Kunwar 1882-1886 (+1893)
- Bhagwati Prasad Singh 1886-1900
- Pateshwari Prasada Singh 1900-1956